# Brachymenium deceptivum
Brachymenium deceptivum är en bladmossart som beskrevs av Arthur Jonathan Shaw och William Russell Buck 1994. Brachymenium deceptivum ingår i släktet Brachymenium och familjen Bryaceae. Inga underarter finns listade i Catalogue of Life.